# Jîrkî, Kobeleakî
Jîrkî (în ucraineană Жирки) este un sat în comuna Cervoni Kvitî din raionul Kobeleakî, regiunea Poltava, Ucraina.

## Demografie
Componența lingvistică a localității Jîrkî
     Ucraineană (94,12%)
     Rusă (5,88%)
Conform recensământului din 2001, majoritatea populației localității Jîrkî era vorbitoare de ucraineană (94,12%), existând în minoritate și vorbitori de rusă (5,88%).